# Whenby
Whenby – wieś w Anglii, w hrabstwie North Yorkshire, w dystrykcie (unitary authority) North Yorkshire. Leży 19 km na północ od miasta York i 297 km na północ od Londynu.